# Zvolen
Zvolen  (em húngaro: Zólyom; em alemão: Altsohl; em latim: Zolium) é uma cidade da Eslováquia, situada na região central do país, na confluência dos rios Hron e Slatina, perto de Banská Bystrica. Está localizada no Distrito de Zvolen.

## Demografia
| Ano:        | 1994   | 2004   | 2014   | 2024   |
| ----------- | ------ | ------ | ------ | ------ |
| Broj ljudi: | 44 163 | 43 272 | 43 047 | 39 175 |
| Razlika:    |        | -2,01% | -0,51% | -8,99% |

| Ano:               | 2023   | 2024   |
| ------------------ | ------ | ------ |
| Número de pessoas: | 39 453 | 39 175 |
| Diferença:         |        | -0,70% |